# Хеггем, Турбьёрн
Турбьёрн Люсакер Хеггем (норв. Torbjørn Lysaker Heggem; род. 12 января 1999, Тронхейм) — норвежский футболист, защитник клуба «Вест Бромвич Альбион».

## Клубная карьера
Футболом начинал заниматься в клубе «Астор», откуда в 2014 году перешёл в академию «Русенборга». Выступал за молодёжные команды в различных турнирах, в том числе в Юношеской лиге УЕФА. 26 апреля 2018 года дебютировал за основной состав клуба в матче за Суперкубок Норвегии, появившись на поле в концовке встречи вместо Юнатана Леви. «Русенборг» одержал победу с минимальным счётом 1:0 и завоевал трофей. 6 сентября 2018 года подписал с клубом первый профессиональный контракт.
28 января 2019 года на правах аренды до конца года перешёл в «Ранхейм». В его составе 19 мая того же года дебютировал в чемпионате Норвегии в гостевом поединке с «Сарпсборгом». По итогам сезона клуб занял последнюю строчку в турнирной таблице и вылетел в первый дивизион. В январе 2020 года аренда игрока была продлена ещё на один сезон.
26 января 2021 года перешёл в «Саннес Ульф». Первую игру за новый клуб провёл 15 мая в первом туре нового чемпионата против «Старта». В общей сложности провёл за клуб 65 матчей, в которых забил один гол.
22 декабря 2022 года подписал контракт со шведской «Броммапойкарной».

## Достижения
Русенборг:
- Обладатель Суперкубка Норвегии: 2018

## Клубная статистика
| Выступление      | Выступление      | Выступление      | Лига | Лига | Кубки | Кубки | Конт. кубки | Конт. кубки | Разное | Разное | Итого | Итого |
| Клуб             | Лига             | Сезон            | Игры | Голы | Игры  | Голы  | Игры        | Голы        | Игры   | Голы   | Игры  | Голы  |
| ---------------- | ---------------- | ---------------- | ---- | ---- | ----- | ----- | ----------- | ----------- | ------ | ------ | ----- | ----- |
| Русенборг        | Элитсерия        | 2018             | 0    | 0    | 0     | 0     | 0           | 0           | 1      | 0      | 1     | 0     |
| Русенборг        | Итого            | Итого            | 0    | 0    | 0     | 0     | 0           | 0           | 1      | 0      | 1     | 0     |
| → Ранхейм        | Элитсерия        | 2019             | 18   | 0    | 4     | 0     | 0           | 0           | 0      | 0      | 22    | 0     |
| → Ранхейм        | ОБОС-лига        | 2020             | 30   | 1    | 0     | 0     | 0           | 0           | 0      | 0      | 30    | 1     |
| → Ранхейм        | Итого            | Итого            | 48   | 1    | 4     | 0     | 0           | 0           | 0      | 0      | 52    | 1     |
| Саннес Ульф      | ОБОС-лига        | 2021             | 30   | 0    | 1     | 0     | 0           | 0           | 0      | 0      | 31    | 0     |
| Саннес Ульф      | ОБОС-лига        | 2022             | 31   | 1    | 3     | 0     | 0           | 0           | 0      | 0      | 34    | 1     |
| Саннес Ульф      | Итого            | Итого            | 61   | 1    | 4     | 0     | 0           | 0           | 0      | 0      | 65    | 1     |
| Всего за карьеру | Всего за карьеру | Всего за карьеру | 109  | 2    | 9     | 0     | 0           | 0           | 0      | 0      | 118   | 2     |